# We Ride
We Ride ist ein Lied der barbadischen Sängerin Rihanna aus ihrem zweiten Studioalbum A Girl Like Me (2006). Es wurde von Makeba Riddick, Mikkel Eriksen und Tor Hermansen geschrieben und von Stargate produziert. Das Lied wurde am 21. August 2006 als dritte Single des Albums veröffentlicht.

## Hintergrund
Aufgenommen wurde We Ride 2006 während der Arbeiten am Album A Girl Like Me in den Battery Studios in New York City, in den Loft Recording Studios in Bronxville und in den Blue Wave Studios in Rihannas Heimat Saint Philip auf Barbados sowie in den Hinge Studios in Chicago. We Ride wurde am 21. August 2006 auf ihrem Plattenlabel Def Jam Recordings als CD, digitale Download und 12"-Maxi Single veröffentlicht. Auf der B-Seite zu We Ride erschien der „Nu Soul“-Remix der Vorgängersingle Unfaithful. Stilistisch ließ sich Rihanna für We Ride von der karibischen Musik ihrer Heimat inspirieren. Dabei knüpft sie mit dem Einfluss von jamaikanischen Dancehall und Contemporary R&B an die musikalischen Genres vorangegangener Titel an.

„Von allen meinen bei iTunes erhältlichen Liedern ist dies der am drittmeist heruntergeladene Song, hinter ‚SOS (Rescue Me)‘ und ‚Unfaithful‘.“

## Inhalt
We Ride handelt laut Rihanna von einem Jungen, der folgendes verspricht:
| “Ride when we ride we ride It’s til the day we die When we ride we ride It’s til the day we die” – We Ride: Chorus | „Wenn wir zusammen sind, wenn wir zusammen sind, zusammen sind, dann bis zu dem Tag, an dem wir sterben,“ – Übersetzung von We Ride |

„Und dann bricht er sein ganzes Versprechen, was traurig ist — aber es ist Sommer und da ist es mir egal, ob der Junge sein Versprechen bricht, denn ich kann einfach mein Ding machen, mit meinen Mädchen chillen und Spaß haben.“ Rihanna erklärt weiter:
„So verläuft meine Sommerzeit ständig. Jeden Sommer erinnerst du dich an eine kleine Beziehung und verbindest sie mit einem Lied. Für mich ist We Ride eines dieser Lieder.“

## Musikvideo
Das Musikvideo zu We Ride wurde im Sommer 2006 unter der Regie von Anthony Mandler in Miami und auf den Florida Keys gedreht. Das Videos zeigt Rihanna in verschiedenen Outfits in mehreren Szenen: am Strand, beim Autofahren, in der Diskothek, beim Shopping mit Freundinnen. Dabei wechseln sich gespielte Alltags-Szenen und Performance-Sequenzen ab und gehen auch ineinander über.

## Mitwirkende
Die folgenden Personen wirkten an der Entstehung des Lieds We Ride mit:
| - Songwriting: Makeba Riddick, Mikkel Eriksen, Tor Hermansen - Gesang: Rihanna - Instrumentierung: Mikkel Eriksen, Tor Hermansen | - Toningenieur: Al Hemberger, Carl Sturken, Evan Rogers, James Auwarter, Mikkel Eriksen - Assistenz: Phil Tan - Produktion: Stargate |

## Kommerzieller Erfolg

### Chartplatzierungen
| ChartsChartplatzierungen     | Höchstplatzierung | Wochen |
| ---------------------------- | ----------------- | ------ |
| Deutschland (GfK)            | 45 (9 Wo.)        | 9      |
| Schweiz (IFPI)               | 42 (8 Wo.)        | 8      |
| Vereinigtes Königreich (OCC) | 17 (7 Wo.)        | 7      |

### Auszeichnungen für Musikverkäufe
| Land/Region                  | Auszeichnungen für Musikverkäufe (Land/Region, Auszeichnung, Verkäufe) | Verkäufe |
| ---------------------------- | ---------------------------------------------------------------------- | -------- |
| Vereinigte Staaten (RIAA)    | Gold                                                                   | 500.000  |
| Vereinigtes Königreich (BPI) | Silber                                                                 | 200.000  |
| Insgesamt                    | 1× Silber · 1× Gold ·                                                  | 700.000  |

Hauptartikel: Rihanna/Auszeichnungen für Musikverkäufe